# Korsedderkoppen
Korsedderkoppen er en dansk undervisningsfilm fra 1956, der er instrueret af Erik R. Knudsen efter eget manuskript.

## Handling
Korsedderkoppens unger kommer ud af æggene i juni, og i løbet af få dage er de i stand til at lave hver sit hjulspind. Fangtrådende, som skal holde fast på byttet, er klæbrige og meget elastiske, medens de øvrige tråde er glatte.